# レオネラ・ジュディカ
レオネラ・パオラ・ジュディカ・アンディーノ（スペイン語: Leonela Paola Yúdica Andino、1988年9月18日 - ）は、アルゼンチンのプロボクサーである。元IBF女子世界フライ級王者。

## 来歴
2012年4月21日、Soledad del Valle Frias戦でプロデビューし、判定勝利。
2014年10月17日、プロ10戦目でアルゼンチン女子フライ級王座獲得。
2014年12月19日、ガブリエラ・ブービエとのIBF女子世界フライ級王座決定戦に臨み、2-1（97–93、97–93、94–96）判定でIBF王座獲得。
2015年3月20日、Vanesa Lorena Tabordaと対戦し、引き分けで初防衛。
2015年7月31日、Tyrieshia Douglasとの2度目の防衛戦を3-0判定で勝利し2度目の防衛成功。
2016年4月22日、Soledad del Valle Friasとの3度目の防衛戦を3-0判定で勝利し3度目の防衛成功。
2017年3月24日、Carolina Alvarezとの4度目の防衛戦を3-0判定で勝利し4度目の防衛成功。
2017年10月13日、古川夢乃歌との5度目の防衛戦を3-0判定で勝利し5度目の防衛成功。
2018年6月8日、Virginia Noemi Carcamoとのノンタイトルを3-0判定で勝利。
2018年8月4日、Yairineth Altuveとの6度目の防衛戦を2-0判定で勝利し6度目の防衛成功。
2018年12月21日、Yairineth Altuveとのダイレクトリマッチを3-0判定で勝利し7度目の防衛成功。
2019年8月16日、イサベル・ミラン相手に8度目の防衛戦を行うが、4回に偶然のバッティングが試合が停止となり、IBFルールで無効試合になった。
2021年11月26日、イサベル・ミランとのダイレクトリマッチを3-判定で勝利し8度目の防衛成功。
2022年10月29日、アレリー・ムシーニョに1-2判定でプロ初黒星を喫し、9度目の防衛に失敗。
2023年4月29日、タマラ・デマルコに2-1判定で勝利、WBC女子世界ライトフライ級シルバー王座を獲得。
2023年7月28日、セニエサ・エストラーダが持つWBA・WBC女子世界ミニマム級王座に挑戦するが、0-3判定で敗れ2階級制覇ならず。

## 獲得タイトル
- IBF女子世界フライ級王座（防衛8=陥落）
- WBC女子世界ライトフライ級シルバー王座